# József Eötvös

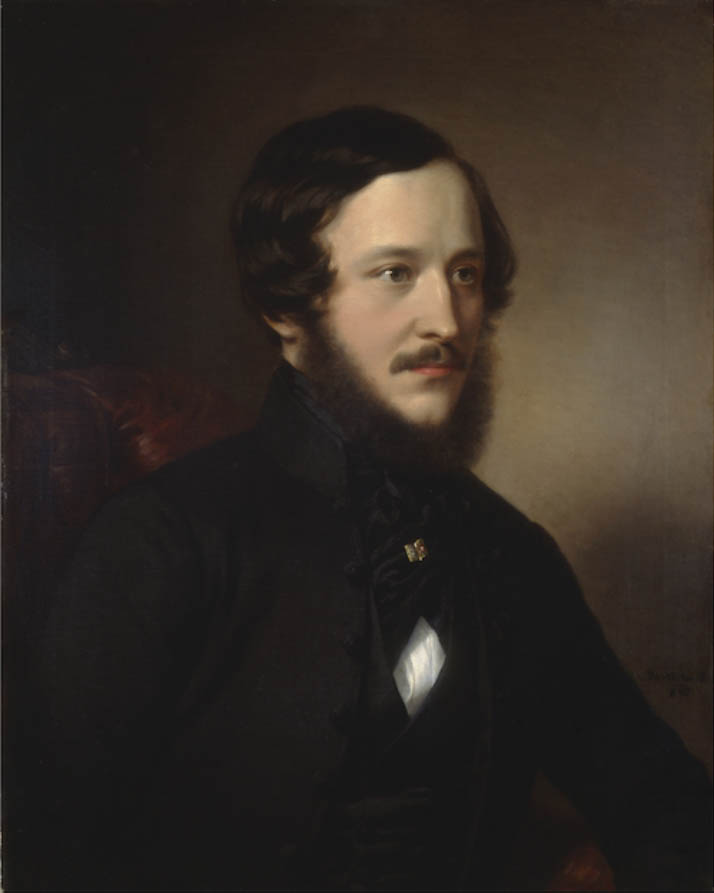
József Eötvös, Ölgemälde von Miklós Barabás (1845)

József Baron Eötvös von Vásárosnamény [ˈøtvøʃ] (* 13. September 1813 in Buda; † 2. Februar 1871 in Pest) war ein ungarischer Schriftsteller und Staatsmann.

## Frühe Jahre
Er wurde als Sohn des Barons Ignác Eötvös (* 25. Februar 1786; † 21. August 1851) und der Baroness Anna von Lilien und Borck (* 28. September 1786; † 15. Juli 1858) in Buda geboren. 
Nach einer exzellenten Ausbildung trat er in den Staatsdienst als stellvertretender Notar ein und wurde schon früh von seinem Vater in die Welt der Politik eingeführt. Er verbrachte viele Jahre in Westeuropa, wo er neue Ideen sowohl auf dem Gebiet der Literatur als auch der Politik in sich aufnahm und Bekanntschaft machte mit den führenden Vertretern der Romantik. Nach seiner Rückkehr nach Ungarn verfasste er sein erstes politisches Werk, Prison Reform, und in der Nationalversammlung von 1839/1840 machte er großen Eindruck durch seine Eloquenz und Gelehrtheit. In einer seiner ersten Reden (die 1841 veröffentlicht wurde) trat er für die Gleichstellung der Juden ein.

## Schriftsteller und Politiker
In der Folgezeit verbreitete Eötvös seine progressiven Ideen in der  nationalliberalen Zeitung Pesti Hírlap. Er vertrat den Standpunkt, dass die notwendigen Reformen nur von einer verantwortungsvollen und rein nationalen Regierung in einem auf dem Prinzip der Selbstverwaltung aufgebauten Verwaltungssystem durchgeführt werden könnten. Für den Fortbestand der im Karpatenbecken lebenden Völker sei ein starkes Ungarn vonnöten, das sich jedoch nicht zu einem reinen Nationalstaat entwickeln dürfe; es sollte vielmehr die „billigen“ politischen und sprachlichen Forderungen der zum Selbstbewusstsein erwachten Nationalitäten erfüllen und diesen einen höheren Grad an Freiheit bieten, als sie in den Nachbarstaaten erhalten könnten.
Diese Auffassungen finden sich in seinem Roman Der Dorfnotar (1844–1846), einem der Klassiker der ungarischen Literatur, sowie in seinem weniger bekannten historischen Roman Der Bauernkrieg in Ungarn von 1850 und der Komödie Lang lebe die Gleichheit!. 1842 heiratete er Anna Rosty. Sein glückliches Privatleben hinderte ihn jedoch nicht daran, weiter öffentlich Karriere zu machen.

### Revolution von 1848

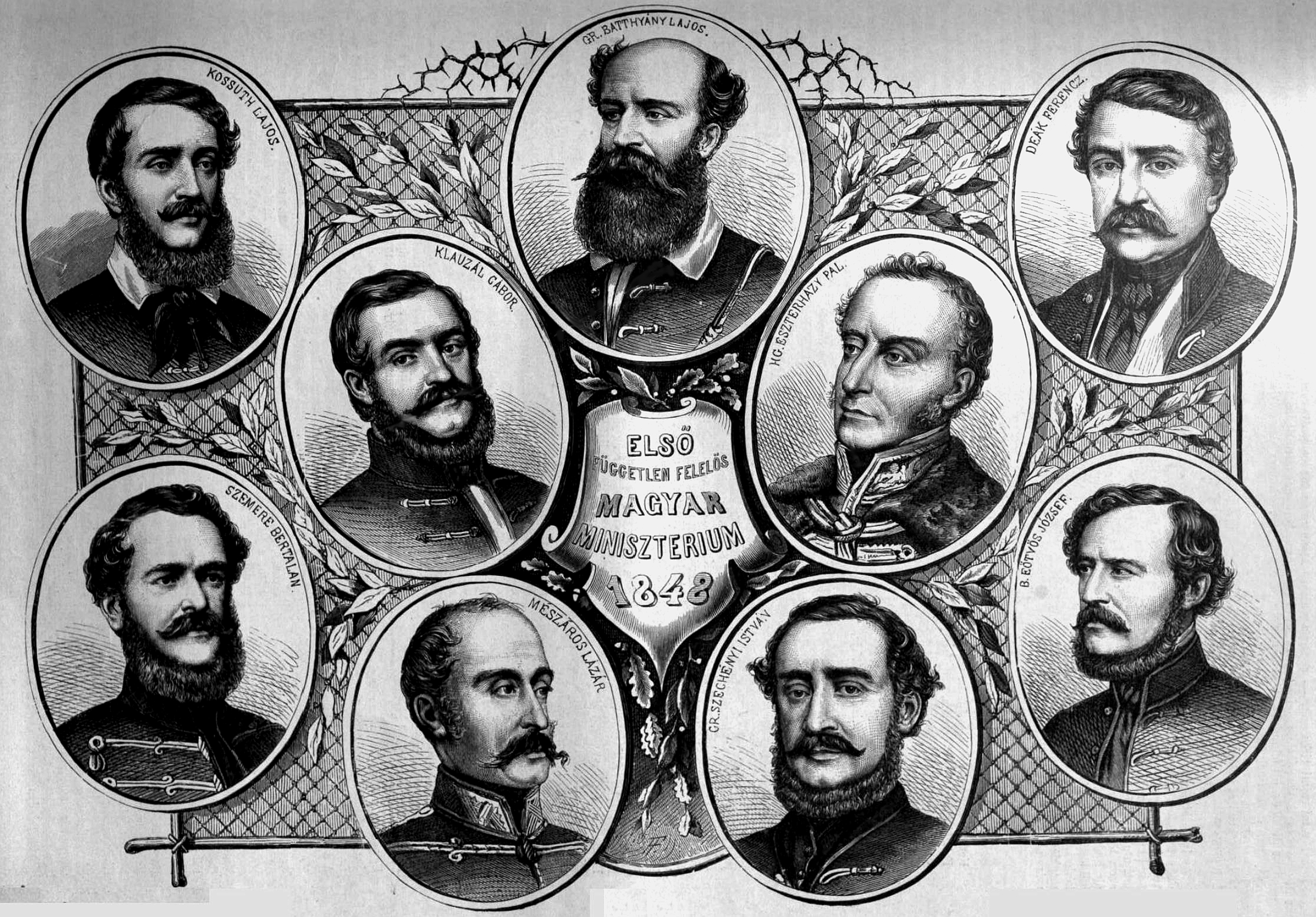
József Eötvös als Kultusminister in der ersten ungarischen Regierung (ganz unten rechts), außerdem Ministerpräsident Batthyány (ganz oben), Lajos Kossuth (oben links), Ferenc Deák (oben rechts), Gábor Klauzál (in der Mitte links), Paul III. Anton Fürst Esterházy (in der Mitte rechts), Bertalan Szemere (ganz unten links), Lázár Mészáros (unten links) und István Széchenyi (unten rechts)

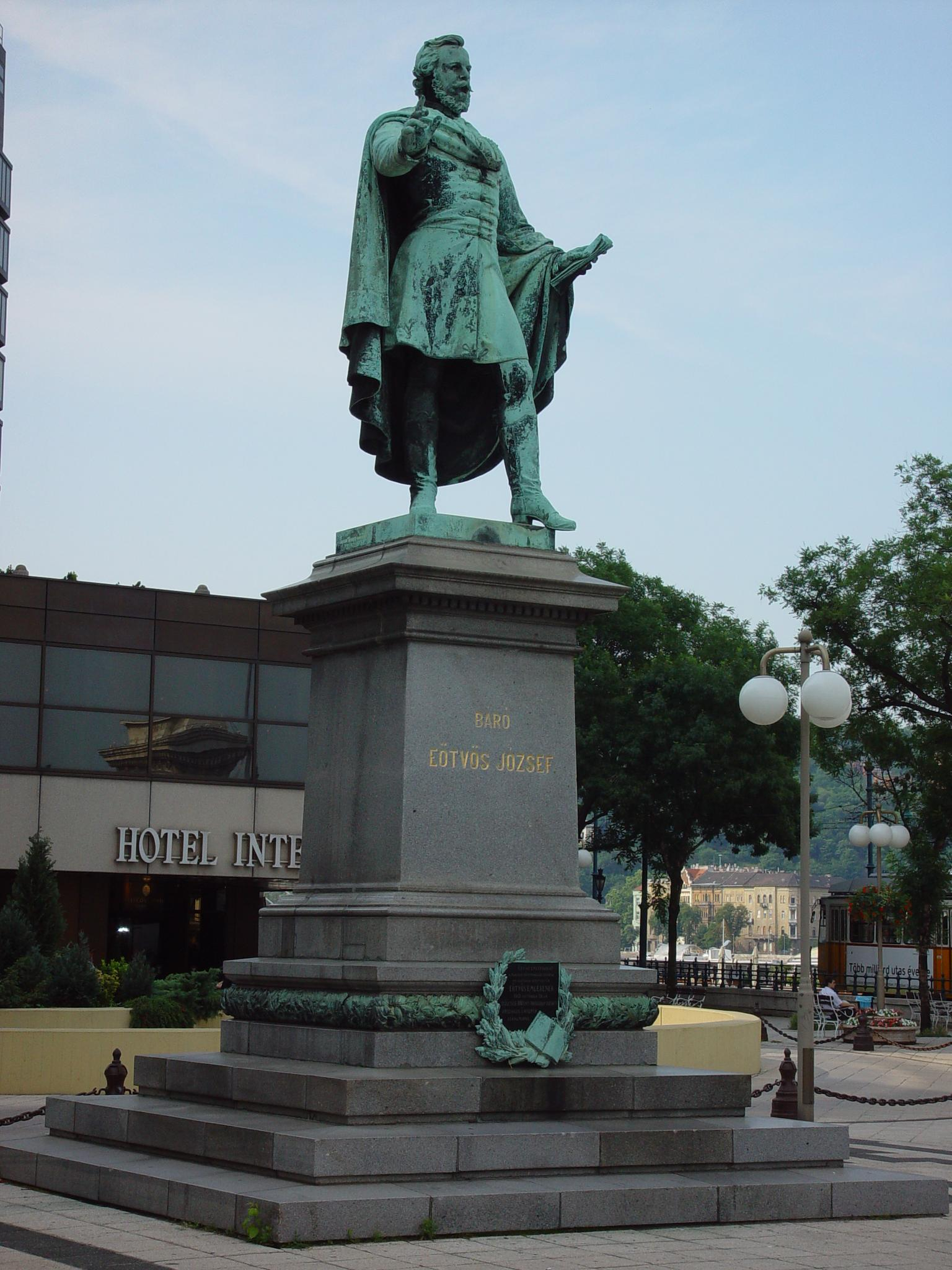
József-Eötvös-Denkmal in Budapest

Eötvös galt bereits als einer der führenden Schriftsteller und Politiker Ungarns. Seine Redekunst hatte eine solche Anziehungskraft, dass sogar der Palatin, der österreichische Erzherzog Joseph, diese in Anspruch nehmen musste, wenn er die volle Aufmerksamkeit der Magnatentafel wünschte. In der Revolution von 1848 traten seine liberalen Ideen einen Siegeszug an. Eötvös wurde Kultusminister in der ersten ungarischen Regierung unter dem liberalen Ministerpräsidenten Lajos Batthyány. Sein Einfluss ging jedoch weit über sein eigenes Fachgebiet hinaus. Neben Ferenc Deák und István Széchenyi verkörperte er die pazifistische und moderate Seite des Ministerrats.
Aus Protest gegen den politisch radikaleren Lajos Kossuth zog sich Eötvos jedoch im Herbst 1848 nach München zurück. Obwohl dort den Stürmen des Unabhängigkeitskrieges entzogen, diente er seinem Land dennoch weiter mit Stift und Feder. Sein Werk Einfluß der herrschenden Ideen des 19. Jahrhunderts auf den Staat (1851–1854, deutschsprachige Ausgaben in Wien und Leipzig) beeinflusste nachhaltig Literatur und öffentliche Meinung in Ungarn.

### Nach 1848
Nach seiner Rückkehr im Jahre 1851 hielt sich Eötvös von allen politischen Bewegungen fern. 1859 veröffentlichte er Die Garantien der Macht und Einheit Österreichs (deutsche Ausgabe Leipzig im selben Jahr). In der Nationalversammlung von 1861 war Eötvös einer der loyalsten Anhänger Ferenc Deáks. Der erzwungene Friede, der während der nächsten Jahre vorherrschte, ermöglichte es ihm, sich wiederum der Literatur zuzuwenden, und 1866 wurde er zum Präsidenten der  ungarischen Akademie der Wissenschaften berufen.

### Minister unter Gyula Andrássy
In den Nationalversammlungen von 1865 und 1867 kämpfte er erneut mit vollem Eifer an der Seite Ferenc Déaks, mit dessen Politik er sich nun vollständig identifizierte. Bei der Bildung der Regierung um Gyula Andrássy im Februar 1867 nahm er erneut das Amt des Kultusministers an. Er war damit der einzige Minister von 1848, der in sein Amt zurückkehren konnte. Eötvös hatte nun endlich die Möglichkeit, einige seiner lebenslangen Ideale umzusetzen. Im selben Jahr verabschiedete die Nationalversammlung seinen Gesetzesentwurf zur Gleichstellung der Juden; seine weiteren Bemühungen in Richtung Religionsfreiheit waren jedoch weniger erfolgreich, hauptsächlich aufgrund des Widerstands der Katholiken.
Sein größtes Verdienst jedoch war die Verabschiedung des nationalen Schulgesetzes. Dieses Gesetz sah das umfassendste Schulsystem in Ungarn seit den Tagen Maria Theresias vor. Als gutem Katholiken (in Religionsfragen war er ein Schüler Montalemberts) bereitete Eötvös das Dogma der päpstlichen Unfehlbarkeit einiges Missfallen. Er verteidigte hartnäckig den Ausgleich mit Österreich und saß während der Abwesenheit Andrássys dem Ministerrat vor. Die Anstrengungen der letzten Jahre waren jedoch zu viel für seine nachlassende Gesundheit, und er starb in Pest am 2. Februar 1871. Am 3. Mai 1879 wurde ihm zu Ehren ein Standbild auf dem Eötvös-Platz in Pest errichtet.

## Bedeutung
Eötvös nimmt einen ebenso großen Stellenwert in der ungarischen Literatur wie der ungarischen Politik ein. Seine Besonderheit, sowohl als Schriftsteller als auch als Politiker und Staatsmann, liegt darin, dass Eötvös ein wahrer Philosoph war, ein Philosoph im Herzen und in der Theorie. In seinen Gedichten und Romanen brachte er, in eine künstlerische Form gekleidet, all seine großen Ideen zum Ausdruck, für die er im gesellschaftlichen und politischen Leben stritt. Seine besten Verse finden sich in seinen Balladen, und dennoch ist seine Lyrik unbedeutend im Vergleich mit seinen Romanen.
Nach Eötvös benannt wurde das 1895 in Buda nach dem Vorbild der Pariser École normale supérieure gegründete Baron-Jósef-Eötvös-Kollégium, eine Lehrerbildungsanstalt mit angeschlossenem Internat, die lange Zeit als die führende Eliteschule Ungarns galt und heute der (ihrerseits nach seinem Sohn Loránd Eötvös benannten) Eötvös-Loránd-Universität eingegliedert ist.

## Familie

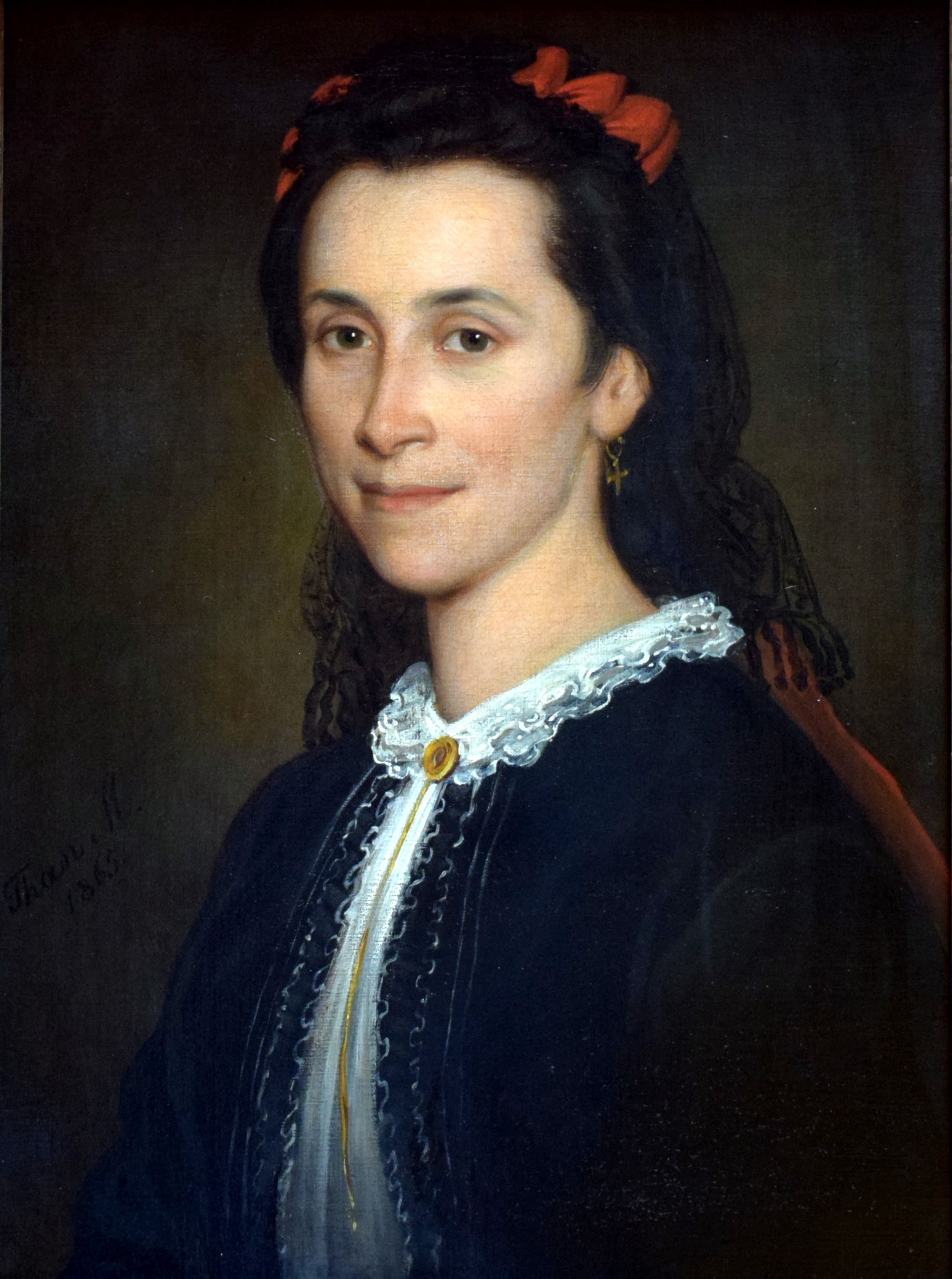
Ágnes Eötvös geb. Rosty de Barkócz, Ölgemälde von Mór Than, 1865

Eötvös heiratete am 13. September 1842 Ágnes Katalin Anna Rosty de Barkócz (1825–1913), eine Schwester des Fotografen Pál Rosty de Barkócz (1830–1874). Das Paar hatte mehrere Kinder:
- Helene (Ilona) (* 21. Mai 1846; † 7. Oktober 1924) ⚭ Lajos Návay (* 5. Mai 1842; † 13. März 1905)
- Jolanta (* 14. Juli 1847; † 19. März 1919) ⚭ István Inkey von Pallin (* 24. Januar 1842; † 26. Mai 1905)
- Roland (* 27. Juli 1848; † 8. April 1919) ⚭ Gizella Horvát (* 30. Juli 1853; † 30. März 1919)
- Marie (* 10. September 1851; † 4. Oktober 1928) ⚭ Ernst von Plener (* 18. Oktober 1841; † 29. April 1923)

## Werke
- 1840: „Das erfrorene Kind“ (orig.: A megfagyott gyermek), Gedichte
- 1842: „Der Karthäuser“ (orig.: A karthauzi), Roman
- 1846: „Der Dorfnotar“ (orig.: A falu jegyzője), Roman
- 1850: „Der Bauernkrieg in Ungarn“ (orig.: Magyarország 1514-ben), historischer Roman
- 1850: „Über die Gleichberechtigung der Nationalitäten in Österreich“
- 1851–54: „Der Einfluß der herrschenden Ideen des 19. Jahrhunderts auf den Staat“
- 1858: „Die Schwestern“ (orig.: A nővérek), Roman
- 1859: „Die Garantien der Macht und Einheit Österreichs“
- 1865: „Die Nationalitäten-Frage“ (orig.: A nemzetiségi kérdés)